# Famille de T'Serclaes
Ne doit pas être confondu avec Famille t'Serclaes.
La famille de T'Serclaes, olim de Mesemacre, est une famille de la noblesse belge, issue des lignages de Bruxelles dont la filiation prouvée remonte à 1584.

## Origine
Cette famille est issue de Gilles de Mesemacre, décédé en 1608, époux de Gudule Roelants.

## Histoire
Marie-Madeleine T'Serclaes, dame de Noorderwijck, issue de l'ancienne famille bruxelloise, épousa en 1699, Philippe de Mesemacre, né en 1668, chef écoutète des ville et quartier d'Herentals. Elle adopta en 1709 son mari et put lui transmettre, par faveur du roi d'Espagne Charles II en 1697, son nom, titre et armes. Ils sont les ancêtres de la seconde famille de T'Serclaes.

## Personnalités
- Messire Charles-Henri-Hyacinthe de Mesemacre, licencié dans les deux droits, admis le 13 juin 1688 au lignage Sweerts.
- Messire Philippe-Léonard de Mesemacre, fils de messire Egidius Augustinus de Mesemacre, hoochschautet de la ville et du quartier d'Herentals, anobli le 3 août 1672), et de dame Cecilia Buelens de Steenhault (van Steenhout), fut drossard d'Herentals en 1688, et avait été admis le 13 juin 1687 au lignage Sweerts.
- François-Charles de Mesemacre, J.U.L., fils de Carolus Henricus Hyacinthus de Mesemacre, J.U.L., avait été admis le 13 juin 1749 au lignage Sweerts.
- Le baron Pépin de T'Serclaes de Kessel épousa la baronne de T'Serclaes, née vicomtesse de Winnezeele.
- Émile de T'Serclaes de Wommersom (1809-1880), homme politique belge
- Nathalie de T'Serclaes, femme politique belge

## Châteaux
- château de Wommersom
- château de Lubbeek[3]
- Château de Rattendael, à Leeuw-Saint-Pierre, qui devint en 1894 la propriété du baron Albert de T'Serclaes et de son épouse la baronne Eugénie de Molina. Le baron de T'Serclaes remania le château en profondeur.
- Château de Noorderwijk ayant appartenu aux de t'Serclaes-Noorderwijck

## Héraldique
| de Mesemacre                            |  | écartelé : aux 1 et 4 d'argent, fretté de sable, entresemées de fleurs de néflier de gueules ; aux 2 et 3 d'or, à la croix ancrée de gueules.                                          |
| de T'Serclaes de Wommersom (variante 1) |  | de gueules, au lion d'argent, armé, couronné et lampassé d'or, la queue fourchue, chargé sur l'épaule senestre d'un écusson d'or, au chef échiqueté d'argent et de sable de deux tires |
| de T'Serclaes de Wommersom (variante 2) |  | de gueules au lion d'argent, lampassé et couronné d'or, chargé sur l'épaule d'un écusson aux armes de Bygaerden, qui sont d'or au chef échiqueté d'argent et de sable                  |